# Tony Roberts
Anthony Mark Roberts (Holyhead, 4 de agosto de 1969), ou apenas Tony Roberts, é um ex-futebolista galês.

## Carreira
Profissionalizou-se em 1987, aos 18 anos, no Queens Park Rangers. Jogou 122 partidas pela equipe londrina até 1998, quando assinou com o Millwall. Uma grave lesão fez com que o goleiro tivesse que interromper a carreira no mesmo ano. Voltou aos gramados no ano seguinte, para jogar no St. Albans City.
Em 2000, jogou por 3 meses no Atlanta Silverbacks, antes de voltar ao futebol inglês, quando foi contratado pelo Dagenham & Redbridge. Em 12 anos de clube, foram 445 partidas disputadas (507 no total), sendo o atleta que mais jogou partidas pelos Daggers.
Após deixar os gramados, virou treinador de goleiros, exercendo o cargo no Arsenal e no Queens Park Rangers. Atualmente, faz parte da comissão técnica do Swansea City.

## Seleção
Entre 1993 e 1996, Roberts foi convocado 30 vezes para a Seleção Galesa, como reserva do experiente Neville Southall, tendo atuado em apenas 2 jogos, contra Irlanda e San Marino.